# مانند زن رفتار کن مانند مرد فکر کن
کتاب مانند زن رفتار کن مانند مرد فکر کن(به انگلیسی: Act Like a Lady, Think Like a Man)توسط نویسنده آمریکایی استیو هاروی در سال ۲۰۰۹ منتشر شد. او می‌گوید زنان فقط دنبال این هستند که مردشان را تغییر دهند این اشتباه است. اصول اولیه مردان یک چیز است و هیچگاه تغییر نمی‌کند او معتقد است زنان با خواندن این کتاب می‌توانند مردها را بهتر بشناسند و رؤیاها و آرزوهای خود را عملی سازند.
این کتاب با نام مانند زن رفتار کن مانند مرد فکر کن به زبان فارسی برگردانده شده‌است.